# Tevče, Laško
Tevče este o localitate din comuna Laško, Slovenia, cu o populație de 195 de locuitori.